# Pattinaggio di velocità agli VIII Giochi olimpici invernali - 1000 m femminile
La competizione dei 1000 m femminili di pattinaggio di velocità agli VIII Giochi olimpici invernali si è svolta il giorno 22 febbraio 1960 sulla pista del  Olympic Skating Rink a Squaw Valley.

## Risultati
| Pos.    | Atleta              | Nazione          | Tempi intermedi | Tempi intermedi | Tempo Finale | Note            |
| Pos.    | Atleta              | Nazione          | 200 m.          | 600 m.          | Tempo Finale | Note            |
| ------- | ------------------- | ---------------- | --------------- | --------------- | ------------ | --------------- |
| Oro     | Klara Guseva        | Unione Sovietica | 21"             | 56"             | 1'34"1       | Record olimpico |
| Argento | Helga Haase         | Germania         | 20"             | 55"             | 1'34"3       |                 |
| Bronzo  | Tamara Rylova       | Unione Sovietica | 20"             | 55"             | 1'34"8       |                 |
| 4       | Lidija Skoblikova   | Unione Sovietica | 21"             | 57"             | 1'35"3       |                 |
| 5       | Helena Pilejczyk    | Polonia          | 21"             | 57"             | 1'35"8       |                 |
| 5       | Hatsue Nagakubo     | Giappone         | 21"             | 57"             | 1'35"8       |                 |
| 7       | Fumie Hama          | Giappone         | 21"             | 57"             | 1'36"1       |                 |
| 8       | Jeanne Ashworth     | Stati Uniti      | 21"             | 57"             | 1'36"5       |                 |
| 9       | Eevi Huttunen       | Finlandia        | 21"             | 58"             | 1'37"2       |                 |
| 10      | Iris Sihvonen       | Finlandia        | 21"             | 58"             | 1'37"3       |                 |
| 11      | Christina Lindblom  | Svezia           | 21"             | 58"             | 1'37"5       |                 |
| 12      | Elsa Einarsson      | Svezia           | 20"             | 57"             | 1'38"0       |                 |
| 13      | Doreen Ryan         | Canada           | 21"             | 57"             | 1'38"1       |                 |
| 14      | Françoise Lucas     | Francia          | 21"             | 57"             | 1'38"4       |                 |
| 15      | Jeanne Omelenchuk   | Stati Uniti      | 21"             | 59"             | 1'39"8       |                 |
| 16      | Yoshiko Takano      | Giappone         | 22"             | 59"             | 1'39"9       |                 |
| 17      | Natascha Liebknecht | Germania         | 22"             | 1'01"           | 1'43"5       |                 |
| 18      | Sigrit Behrenz      | Germania         | 23"             | 1'02"           | 1'43"8       |                 |
| 19      | Peggy Robb          | Canada           | 21"             | 1'01"           | 1'45"8       |                 |
| 20      | Han Hye-Ja          | Corea del Sud    | 23"             | 1'03"           | 1'48"8       |                 |
| -       | Kim Gyeong-Hoe      | Corea del Sud    | Rit.            | Rit.            | Rit.         | Rit.            |
| -       | Elwira Seroczyńska  | Polonia          | Rit.            | Rit.            | Rit.         | Rit.            |